# Međudražje
Međudražje je naseljeno mjesto u gradu Bihaću, Federacija Bosne i Hercegovine, BiH.
Nalazi se jugozapadno od Bihaća.

## Stanovništvo

### 1991.
Nacionalni sastav stanovništva 1991. godine, bio je sljedeći:
ukupno: 104
- Hrvati - 103
- Muslimani - 1

### 2013.
Nacionalni sastav stanovništva 2013. godine, bio je sljedeći:
ukupno: 35
- Hrvati - 30
- Bošnjaci - 3
- ostali, neopredijeljeni i nepoznato - 2

## Vanjske poveznice
- Satelitska snimka[neaktivna poveznica]